# Flughafen Narathiwat

i7
i11
i13
Der Flughafen Narathiwat (ท่าอากาศยานนราธิวาส; IATA-Code: NAW, ICAO-Code: VTSC) ist ein regionaler Flughafen in der Provinz Narathiwat im äußersten Süden von Thailand nahe der Grenze zu Malaysia. Er verfügt über eine asphaltierte Start- und Landebahn mit einer Länge von 2500 Metern.

## Fluglinien und Flugverbindungen
- Thai AirAsia (Bangkok-Suvarnabhumi)